# A sötétség mélyén (kisregény)

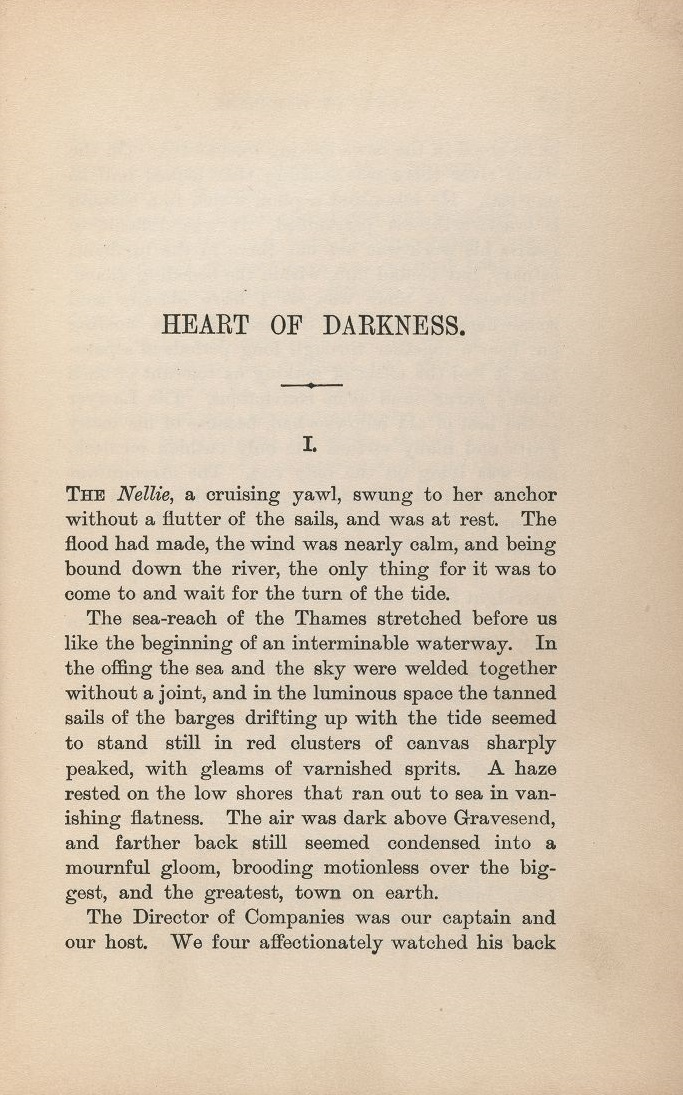
"Heart of Darkness" in Youth: A Narrative, 1902

A sötétség mélyén (Heart of Darkness) Joseph Conrad lengyel születésű angol író kisregénye. 1902-es kiadása előtt három részes sorozatban jelent meg 1899-ben az angol Blackwood's Magazine-ban. Széles körben az angol irodalom egyik jelentős műveként tartják számon és egyben a nyugati kánon részeként.

## A történet
|  | Alább a cselekmény részletei következnek! |

A történet központi alakja Charles Marlow, és ő beszéli el a történet legnagyobb részét is. Az angol Marlow egy belga kereskedelmi társaság megbízásából érkezik Afrikába, hogy kapitányként dolgozzon egy folyami gőzösön. A sötétség mélyén a belga gyarmatosítás sötét oldalát fedi fel, miközben a Marlow által megélt sötétség három árnyalatát mutatja be: Kongó vadonjának sötétségét, a belgák kegyetlenségét az afrikai őslakosokkal szemben, és azt a minden emberben lakozó, feneketlen sötétséget, melyből az emberi gaztettek születnek. Habár Conrad nem nevezi meg a regényben szereplő folyót, a regény írásának idején a Kongói Szabadállam – melynek legfontosabb folyója a Kongó volt – II. Lipót belga király magángyarmata volt. A történetben Marlow-t egy rakomány elefántcsont elszállításával bízzák meg, de valódi feladata az, hogy ezzel együtt az elefántcsont-ügynököt, Kurtz-öt is visszahozza a vadonból, aki kétes hírnevet szerzett magának a környéken.
A sötétség mélyén történet a történetben, azaz keretes elbeszélés. Marlow a Temze torkolatában lehorgonyzott hajón, alkonyattól késő estig beszéli el a kongói kalandját utasainak. Az égbolt a történet hangulatával párhuzamosan sötétedik be.
|  | Itt a vége a cselekmény részletezésének! |

## Magyarul
- A sötétség mélyén; ford. Vámosi Pál, Katona Tamás, utószó Katona Tamás; Szépirodalmi, Bp., 1977 (Olcsó könyvtár)
- A sötétség mélyén; ford. Vámosi Pál; Alinea, Bp., 2011 (Klasszik sorozat)[3]

## Feldolgozások
A sikeres filmek, rádiós (Orson Welles, 1938) és színházi feldolgozások, opera-adaptáció mellett videojátékok is készültek a történetből.

### Filmek
- A sötétség mélyén (1958), TV-film a CBS Playhouse 90 sorozatában. Marlow szerepét Roddy McDowall, Kurtzot – a horrorfilmek legendás szereplői között számon tartott – Boris Karloff alakította.
- Apokalipszis most (1979). Francis Ford Coppola filmje, mely két Oscar-, két BAFTA-, három Golden Globe-díj mellett számos további jelölést is szerzett és a Cannes-i filmfesztivál Arany Pálma díjával is elismerték. A történetet Vietnamba helyezték át, Martin Sheen játszotta Benjamin L. Willard kapitány szerepét, akinek feladata Kurtz ezredes megkeresése. Kurtzot Marlon Brando alakította. A filmben szerepelt többek között Robert Duvall (Kilgore hadnagy szerepének megformálásért a legjobb mellékszereplőnek járó BAFTA- és Golden Globe-díjat is megkapta), Dennis Hopper (újságíró), Laurence Fishburne (Mr. Clean), Harrison Ford (Lucas ezredes).[4][5]
- A sötétség mélyén (1993), rendező: Nicolas Roeg. Marlow szerepét Tim Roth, Kurtzot John Malkovich alakította.[6]

### Videojátékok
A 2008-ban kiadott Far Cry 2 A sötétség mélyén modernizált, távoli adaptációja. A játékosnak egy Afrikában harcoló zsoldos szerepében kell likvidálnia Jackalt, egy ügyesen rejtőzködő fegyverkereskedőt. A játék utolsó helyszínének neve a kisregény eredeti címe, The Heart of Darkness („A sötétség mélye”).
A 2012-ben kiadott Spec Ops: The Line szintén modern, de közvetlenebb adaptációja a kisregénynek, illetve az Apokalipszis most című filmnek. Kurtz játékbeli megfelelője, John Konrad a kisregény szerzőjére utal, ezredesi rangja pedig az Apokalipszis most Kurtz ezredesére. Martin Walker százados (a filmben Martin Sheen által alakított) Willard százados (a kisregényben Charles Marlow) megfelelője.

## Fordítás
- Ez a szócikk részben vagy egészben a Heart of Darkness című angol Wikipédia-szócikk fordításán alapul.  Az eredeti cikk szerkesztőit annak laptörténete sorolja fel. Ez a jelzés csupán a megfogalmazás eredetét és a szerzői jogokat jelzi, nem szolgál a cikkben szereplő információk forrásmegjelöléseként.